# Passalora concors
Passalora concors är en svampart som först beskrevs av Casp., och fick sitt nu gällande namn av U. Braun & Crous 2003. Passalora concors ingår i släktet Passalora och familjen Mycosphaerellaceae.   Inga underarter finns listade i Catalogue of Life.